# Sonja Castelein
Sonja Castelein, född 10 juni 1954, är en friidrottare från Belgien. Hon deltog vid olympiska sommarspelen 1976.